# موتر ستورم: باسفك رفت
موتر ستورم: باسفك رفت (بالإنجليزية: MotorStorm: Pacific Rift)‏ هي لعبة فيديو من نوع رياضية وسباقات، تاريخ صدورها هو 28 أكتوبر 2008 . وهي متوفرة على أجهزة بلاي ستيشن 3 . اللعبة من تطوير إستديو إفلوشن وهي من نشر سوني .

## التطوير
تم الإفراج عن أول عرض تشويقي في 12 مارس 2008